# Godbluff
Godbluff ist das fünfte Album der britischen Progressive-Rock-Band Van der Graaf Generator, das am 10. Oktober 1975 bei Charisma Records erschien. Es ist das erste Album, nachdem sich die Band im gleichen Jahr wieder zusammengefunden hatte und das erste, das in Eigenregie produziert hatte. Godbluff ist das erfolgreichste Album von Van der Graaf Generator.

## Hintergrund
Nach ihrem Comeback ging es die Band um Peter Hammill wesentlich ruhiger und strukturierter an als noch vier Jahre zuvor bei Pawn Hearts. Das Album wurde ein Jahr nach der Europatournee in der Zeit vom 9. – 29. Juni 1975 in den Rockfield Studios in der Nähe von Monmouth (Wales) aufgenommen und ist das erste selbstproduzierte Album der Band.

## Musikstil
Insgesamt hat Godbluff wenig von der Obskurität seines Vorgängers Pawn Hearts übernommen. Die vier Stücke haben einem strafferen, reduzierteren Sound als die früheren Werke unter Produzent John Anthony. Sie sind aber allesamt sehr solide, weshalb das Album von der Kritik als gelungenes Comeback bezeichnet wurde. Das Album wirkt düster, ist aber bei weitem nicht so anstrengend wie seine Vorgänger, wodurch sich auch der große Erfolg erklären dürfte. Hammill sagte: „Wir wollten ‚Son of Pawn Hearts‘ nicht mit einer langen zweiten Seite und vielen Studioexperimenten machen“. Hammill spielte ausgiebig auf dem Hohner Clavinet D6, das er erstmals auf seinem vorherigen Soloalbum, Nadir’s Big Chance von 1975 eingesetzt hatte.
The Undercover Man beginnt mit einer Flüsterpassage, begleitet von einem sehr ruhigen Intro, das sich langsam in einem Crescendo steigert. Hauptinstrumente sind Flöte, Hammondorgel und Schlagzeug mit ruhigem Beat. Saxophon und Gitarre kommen erst im Laufe des Stückes zum Einsatz. Das Stück handelt von einer zurückgewiesenen Liebe, von Hirngespinsten und falschen Hoffnungen.
Scorched Earth beginnt schon wesentlich gewaltiger mit Orgel, Keyboard, Saxophon und Schlagzeug, welche auch die Hauptinstrumente des Stücks bleiben. Inhaltlich geht es um den langsamen Verlust des Verstandes mit dem Abgleiten in die Falle des Irrsinns.
Arrow ist wieder ein recht ruhig beginnendes Stück; am Anfang spielen Schlagzeug und Bass, zu denen sich ziemlich schnell David Jacksons Saxophonspiel und Hammills stark verfremdetes Keyboard gesellen, bevor die erste Gesangspassage einsetzt. Schließlich steigert sich das Stück in einen musikalischen Hilfeschrei, wie man ihn von Pawn Hearts bereits kennt. Inhaltlich geht es um die Gefühle und Ängste inmitten eines Krieges.
The Sleepwalkers startet ziemlich impulsiv mit Schlagzeug und Orgel, nach Beginn der Gesangspassage gesellt sich auch das Saxophon hinzu, das im weiteren Verlauf zum Hauptinstrument avanciert. Ein interessantes und ungewöhnliches Element ist eine eingebaute „Tanzpassage“. Das Stück handelt von dem Traum einer vergangenen Liebe, die es nie gegeben hat.

## Titelliste
Alle Titel wurden von Peter Hammill geschrieben, außer Scorched Earth von Hammill und David Jackson.
| Nr. | Titel              | Autor(en)              | Länge |
| --- | ------------------ | ---------------------- | ----- |
| 1.  | The Undercover Man |                        | 7:32  |
| 2.  | Scorched Earth     | Hammill, David Jackson | 9:44  |

| Nr. | Titel            | Länge |
| --- | ---------------- | ----- |
| 3.  | Arrow            | 9:48  |
| 4.  | The Sleepwalkers | 10:40 |

| Nr. | Titel                 | Bemerkung                                                              | Länge |
| --- | --------------------- | ---------------------------------------------------------------------- | ----- |
| 5.  | Forsaken Gardens      | Livemitschnitt vom L'altro Mondo in Rimini, Italien vom 9. August 1975 | 7:58  |
| 6.  | A Louse Is Not a Home | Livemitschnitt vom L'altro Mondo in Rimini, Italien vom 9. August 1975 | 12:47 |

## Veröffentlichungen
Das Album erschien in Europa am 10. Oktober 1975 bei Charisma Records und in den Vereinigten Staaten bei Mercury Records. 2005  erschien eine Wiederveröffentlichung, der Live-Auftritte zweier Songs aus Peter Hammills Album The Silent Corner and the Empty Stage von 1974 zugefügt wurden, die bei einem Konzert im Altro Mondo im italienischen Rimini aufgenommen wurden.
Am 3. September 2021 wurde eine remasterte Neuauflage als 3-Disc Special Edition Box mit zwei Audio-CDs und einer DVD-Audio auf den Markt gebracht. Die erste Audio-CD enthält die Titel der Originalveröffentlichung in einer remasterten Version und die Bonustitel Scorched Earth und The Sleepwalkers von der BBC Radio One John Peel Session am 3. Juli 1975, die zweite Audio-CD einen neuen Stereo Mix und als Bonustitel A Louse Is not A Home, (In The) Black Room/The Tower und Forsaken Gardens aus dem Konzert im Altro Mondo, Rimini. Die Audio-DVD enthält alle Titel der Audio-CD im hochaufgelösten Stereo- und im Mehrkanalformat DTS 5.1 bzw. Dolby AC-3 5.1. Zusätzlich findet sich auf der DVD eine ursprüngliche originale Abmischung des Albums. Alle Überarbeitungen im Stereo- und Mehrkanalformat wurden von Stephen W. Tayler erstellt.
2003 erschien ein etwa 60-minütiger Live-Konzertmitschnitt Goodbluff Live 1975 aus Charleroi vom 27. September 1975 auf DVD. Auf der DVD ist als Bonusmaterial die Studioaufnahme von Lighthouse Keepers Live 1971 für das Belgische Fernsehen vom 21. März 1972 mit den Titeln Theme One und A Plague Of Lighthouse Keepers enthalten.

## Artwork

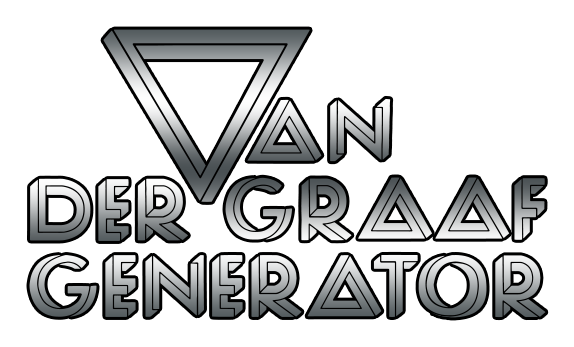
Das auf diesem Album erstmals erschienene Bandlogo von John Pasche.

Das Albumcover von Godbluff ist minimalistisch und besteht aus einem Bandlogo auf schwarzem Hintergrund. Das Bandlogo besteht aus einem plastischen Schriftzug mit Metalltextur als unmöglicher Figur, dessen Buchstaben V aus einem auf der Spitze stehenden Penrose-Dreieck gebildet wird und prominent hervorsticht. Der Albumtitel ist als roter Aufdruck in Stempeloptik gestaltet. Das hier erstmals verwendete Bandlogo, wurde von John Pasche entworfen, und fand auch auf einigen nachfolgenden Alben Verwendung. Das Coverdesign von Godbluff wurde 2005 auf dem Albumcover von Fall Heads Roll der Punkband The Fall parodiert.

## Rezeption
Rückblickend betrachtet fand das Album eine sehr positive Aufnahme bei Kritikern. Viele bewerten Godbluff als eines der besten Alben der Band. Thomas Schüßler schreibt auf dem Progressive-Rock-Portal Babyblaue Seiten: „Vier Songs von jeweils etwa 10 Minuten Länge - und keinerlei Durchhänger dabei. … die gesamte Platte versprüht eine Intensität, wie man sie nur selten zu hören bekommt. Diese Musik ist pure Energie! Zusammen mit dem Nachfolger Still Life sieht man VdGG hier auf der Höhe ihres Schaffens!“ Alle vier Rezensenten Babyblauen Seiten bewerten Gobluff mit 13/15 Punkten.
Aber auch die Kritiken nach der Veröffentlichung waren überwiegend positiv. In Melody Maker schrieb der Rezensent, dass Godbluff „in einem sehr realen Sinn der Sound der mittleren siebziger Jahre ist: unbequem, kohärent, unermüdlich, mutig“, Geoff Barton von Sounds hielt Godbluff „einfach für einen unverzichtbaren Kauf“. Eine negative Rezension erschien in der Lancashire Evening Post im November 1975, in der Bob Papworth schrieb, dass das Album „die Art von fleißigem Avantgarde-Rock enthält, den so viele andere Gruppen unendlich viel besser spielen“. Er fügte hinzu, dass „Guy Evans sich nicht aus einer Papiertüte heraus trommeln könnte und David Jacksons Saxophone und Flöten ein wenig zu simpel sind, um glaubwürdig zu sein“.
In einer Rezension im Mojo-Magazin vom Mai 2002 lobte Julian Cope das Album. In einer rückblickenden Rezension von Steve McDonald von AllMusic aus dem Jahr 2011 hieß es: „Godbluff war ein bravouröses Comeback - nur vier Stücke, aber alle waren Klassiker.“ International wurde das Album auf Musikportalen sehr gut bewertet, es erhielt bei Prog Archives 4,47 Sterne von 2290 Benutzern, wobei 61 % die volle Punktezahl von 5 Sternen vergaben, und mit vier bzw. 4,5/5 Punkten fielen die Bewertungen der Kritiker und Benutzer auf AllMusic ebenso hoch aus.